# Röktrattskivling
Röktrattskivling (Clitocybe inornata) är en svampart som först beskrevs av James Sowerby, och fick sitt nu gällande namn av Claude-Casimir Gillet 1874. Röktrattskivling ingår i släktet Clitocybe och familjen Tricholomataceae.  Arten är reproducerande i Sverige. Inga underarter finns listade i Catalogue of Life.

## Källor

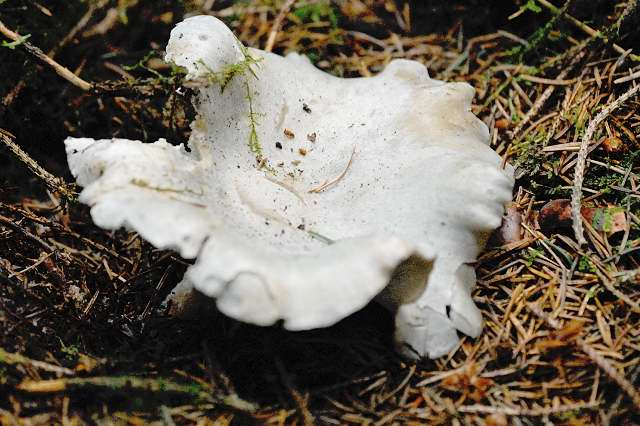
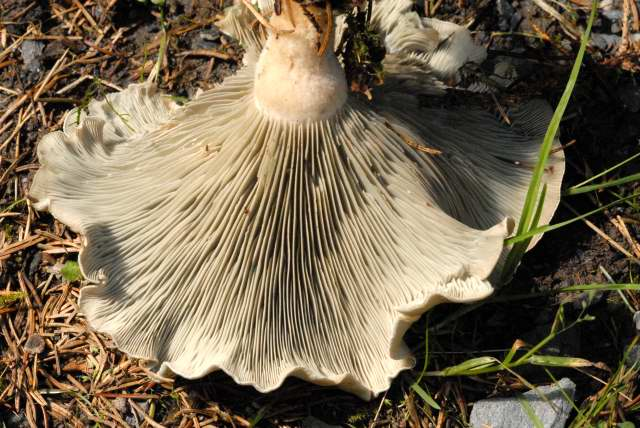
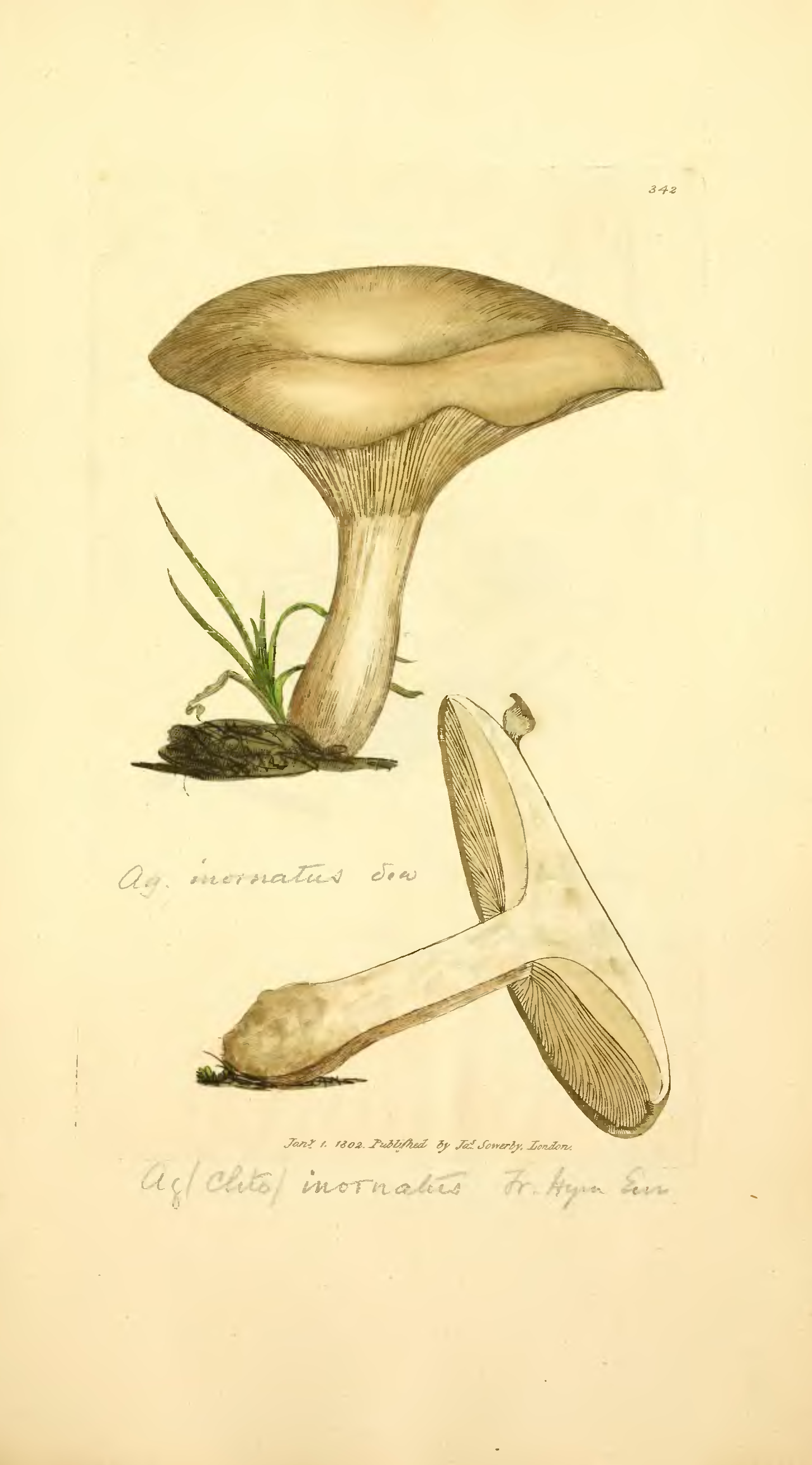